# Laue (Komponist)
„Signor“ Laue (Vorname unbekannt, bl. um 1760) war ein Komponist des späten Barock am Übergang zur frühen Klassik.

## Leben
Der Name „Signor Laue“ ist lediglich durch ein unter seinem Namen überliefertes dreisätziges Instrumentalkonzert für Trompete, Streicher und Basso Continuo bekannt, das auf die Zeit um 1760 datiert wird. Dass die Stimmabschriften – gemeinsam mit einem anderen Trompetenkonzert eines gleichfalls unbekannten „Signor Otto“ – in der Fürst zu Bentheimschen Musikaliensammlung Burgsteinfurt überliefert sind, gab Anlass zur Vermutung, er könne in der Hofkapelle des Fürsten Karl Paul Ernst von Bentheim-Steinfurt als Trompeter gewirkt haben; ein Beleg dafür fehlt allerdings. Es kann nachvollzogen werden, dass der Trompeter der Hofkapelle namens Preger (oder Präger) die Abschriften im Auftrag von Graf Ludwig zu Bentheim und Steinfurt bestellt hatte, die im Dezember 1803 aus Gotha in die fürstliche Musikaliensammlung gesandt wurden. Da einer handschriftlichen Notiz zu entnehmen ist, dass die Konzerte bis Juli 1804 noch nicht gespielt wurden, Preger andererseits die Kapelle bereits im Oktober 1804 verließ, kann eine mögliche Aufführung höchstens im Sommer 1804 stattgefunden haben. Allerdings machen die Notenhandschriften einen äußerlich ziemlich unberührten Eindruck, so dass man auch vermuten könnte, dass die Konzerte nie im Steinfurter Bagno zu Gehör gebracht wurden.
Ansonsten ist derzeit zu Laues Leben nichts bekannt. Auf einer CD-Veröffentlichung ist er mit dem Komponisten Johann Georg Lang gleichgesetzt, da ein Lesefehler des Namens vermutet wird. Auch die Gleichsetzung mit einem ebenfalls unbekannten „Signor Lau“, von dem im Supplement zum Breitkopf-Katalog von 1769 die Notenincipits zweier (nicht erhaltener) Hornkonzerte nachgewiesen sind, erscheint plausibel. Dieser ist möglicherweise mit dem Waldhornisten Johann Christoph Lauer identisch, der ab 1772 als Kammer-Hornist an der Markgräflichen Ansbachischen Hofkapelle zu Berühmtheit gelangte.
Die Wiederentdeckung des Trompetenkonzerts Ende der 1990er Jahre wurde von der Fachpresse als Repertoirebereicherung begrüßt. Der Trompeter Otto Sauter, der das Werk durch die Robert-Minter-Collection kennengelernt hatte, spielte es 1999 erstmals auf Audio-CD ein.

## Werke
- Concerto a trompete solo, violino primo, violino secondo, viola et basso. Manuskript (Partiturabschrift) um 1800 in der Fürst zu Bentheimschen Musikaliensammlung Burgsteinfurt,[16] heute Universitäts- und Landesbibliothek Münster[17]

## Werkausgaben
- John Wallace, Simon Wright (Hrsg.): Laue: Trumpet Concerto in D major. Partitur. (= BWP 4105S). Brass Wind Publications, Oakham 1998 (auch Klavierauszug, BWP 4105D, Orchesterstimmen BWP 4105SP; auch transponierte Ausgabe in B♭, BWP 4105F).[18][19]
- Edward H. Tarr, Arne Thielemann (Hrsg.): „Signor“ Laue: Concerto D-Dur für Trompete, Streicher und B.c. Partitur (= Brass collection. 50370). Spaeth/Schmid, Nagold 2014 (auch Klavierauszug, Brass collection. 50371).

## Aufnahmen/Tonträger
- World of Baroque (Vol. 1). Werke von J.M. Molter, J.G. Albrechtsberger, Laue, F. Querfurth, Anonymus. Otto Sauter, Kenji Tamiya, Capella Istrapolitana, Volker Schmidt-Gertenbach. EMI Classics 7243 5 56921 2 2, 1999.[15]
- The Mystery of the Natural Trumpet. Werke von Johann Stamitz, Joseph Riepel, Johannes Matthias Sperger, Laue (hier Johann Georg Lang gleichgesetzt), Johann Otto. Krisztián Kováts, L’arpa festante, Christoph Hesse, Rien Voskuilen. cpo 555 144-2, 2020.[20][7]